# محطة قطار تل أبيب – ههغناه
محطة قطار تل أبيب – ههغناه (بالعبرية: תחנת הרכבת תל אביב – ההגנה) هي محطة قطار على خطوط السكك الحديدية الإسرائيلية تقع في مدينة تل أبيب – يافا على طريق ههغناه قرب محطة الحافلات المركزية الجديدة. تقع المحطة على سكة حديد أيالون التي تشكل جزءًا من السكة الحديدية الساحلية وتبعد نحو 98.5 كلم جنوب محطة القطار الشرقية في حيفا.

## تاريخ
افتتحت المحطة في 22 يونيو 2002 وصُممت على يد «كييزر-كييزر-ليكنير للهندسة المعمارية». بعد إضافة السكة الحديدية الثالثة في أيالون –التي افتتحت في 2 سبتمبر 2006– أُضيف رصيف جزيرة جديد إلى المحطة.
من محطة تل أبيب ههغناه بُني جسر للقطارات يصل إلى تقاطع حولون ومن هناك يمر خط سكة حديد يصل إلى محطة قطار ريشون لتسيون موشيه ديان ويتابع إلى أشدود وأشكلون مرورًا بيفنه غرب وتقاطع "بلشت". كجزء من العمل على الخط بُني رصيف خامس في المحطة ويخدم مع الرصيف 4. افتتح الخط في 25 سبتمبر 2011.
في أغسطس 2018 بدأ إنشاء البنية التحتية للكهرباء السطحية في المحطة، في إطار الاستعدادات لتشغيل خط الركاب السريع إلى القدس. تخدم المحطة عدد كبير من الركاب، ويرجع ذلك أساسًا إلى كثرة القطارات التي تمر عبرها، كما أن المحطة قريبة من المحطة المركزية الجديدة في تل أبيب، ومن هناك توجد خدمة حافلات لجميع أنحاء غوش دان وإسرائيل، لكن لا يوجد رابط بينهما، ويتطلب الوصول من محطة القطار إلى المحطة المركزية مسافة 15 دقيقة سيرًا على الأقدام.